# Blast (tidskrift)
Blast, stiliserat BLAST, var en brittisk kulturtidskrift som gavs ut i två nummer 1914 och 1915. Tidningen gjordes av vorticiströrelsen och redigerades av rörelsens ledare Wyndham Lewis. Vorticismen var en brittisk delvis abstrakt konströrelse nära besläktad med futurismen och kubismen. Namnet vorticism myntades av poeten Ezra Pound som var vän till Lewis.
Pound skrev i ett brev till James Joyce i april 1914 om planerna på tidskriften: "Lewis startar en ny futuristisk, kubistisk, imagistisk kvartalstidskrift.... Jag vet inte, det är mestadels en måleritidskrift med mig som skriver dikterna". Det första numret gavs ut i juli 1914 och har ett rosa omslag med texten BLAST snedställd i tjockt svart typsnitt. De första 20 sidorna upptas av det vorticistiska manifestet skrivet av Lewis och Pound. Numret innehåller därutöver bidrag från Pound, Lewis, Henri Gaudier-Brzeska, Jacob Epstein, Spencer Gore, Edward Wadsworth och Rebecca West, samt ett utdrag ur Ford Madox Fords roman Sorgligast av historier. Det andra numret gavs ut i juli 1915 och innehåller en kort pjäs av Pound, två dikter av T.S. Eliot och en artikel av Gaudier-Brzeska om vorticismens estetik.
Trots att tidskriften var kortlivad räknas den som ett centralverk inom brittisk modernism, och dess upproriska attityd och grafiska design hade långtgående efterverkningar. Den har tryckts som faksimil flera gånger. The Guardians Richard Shone skrev 2015: "Blast kvarstår som det vorticistiska etosets mest påtagliga efterlämning och är ännu, trots sina valpaktiga obskuriteter och sitt skitkastande, en måttstock för kreativa protester."